# Landkreis Teltow

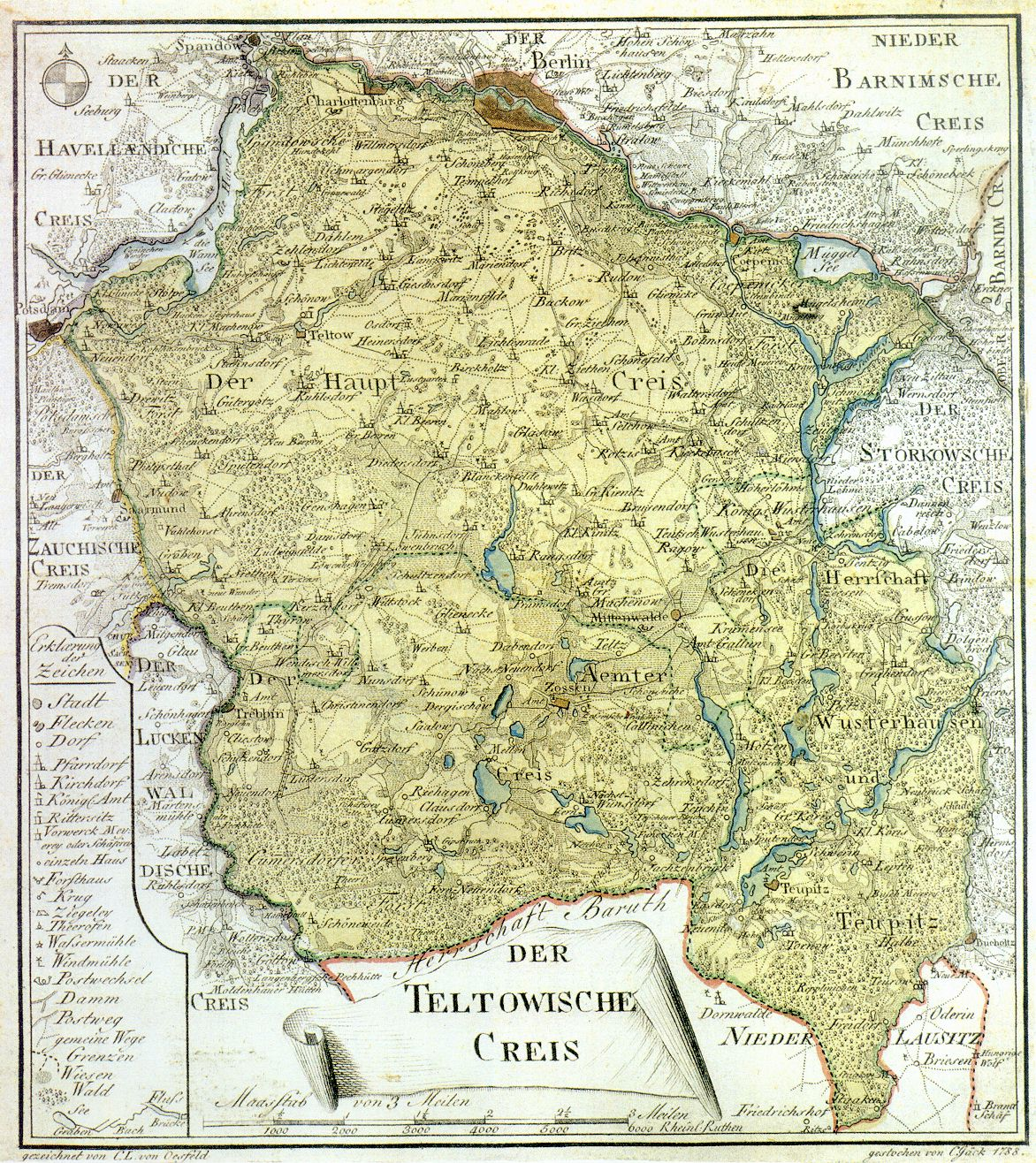
Der Teltowische Kreis 1788

Der Landkreis Teltow ['tɛltoː], ursprünglich Kreis Teltow, war ein Landkreis in Brandenburg, der bis 1952 bestand. Er umfasste den südlich der Spree gelegenen Teil des Umlands von Berlin. Bis zur Gründung von Groß-Berlin am 1. Oktober 1920 gehörten zahlreiche heutige Stadtteile Berlins zu diesem Landkreis.
Sein Pendant auf der nördlichen Seite der Spree war der Kreis Niederbarnim. Beide Landkreise profitierten in hohem Maße von der Suburbanisierung der in enge Stadtgrenzen eingezwängten Hauptstadt. Die an Berlin angrenzenden Gemeinden wuchsen in wenigen Jahren von Dörfern zu Vorstädten mit fünfstelliger Einwohnerzahl heran. Anders als die meisten Gemeinden in Niederbarnim brachten es vor allem die westlichen und südwestlichen Vororte Berlins durch die Ansiedlung von Industrie oder steuerkräftiger Bevölkerung zu erheblichem Reichtum; die Eingemeindung nach Berlin geschah gegen den Widerstand der betroffenen Gemeinden und des Kreises Teltow.
Die das Urstromtal der Spree nach Süden begrenzende Teltow-Hochfläche gab dem Landkreis den Namen. An der heutigen Stadtgrenze Berlins, östlich von Potsdam, liegt die Stadt Teltow, die bis 1870 Verwaltungssitz war. Von 1871 bis 1945 befand sich das Landratsamt in Berlin-Tiergarten, danach in Mahlow.
Das ehemalige Kreisgebiet gehört heute zu den brandenburgischen Landkreisen Potsdam-Mittelmark, Teltow-Fläming und Dahme-Spreewald sowie zu den Berliner Bezirken Spandau, Steglitz-Zehlendorf, Charlottenburg-Wilmersdorf, Mitte, Friedrichshain-Kreuzberg, Tempelhof-Schöneberg, Neukölln und Treptow-Köpenick.

## Verwaltungsgeschichte

### Preußen

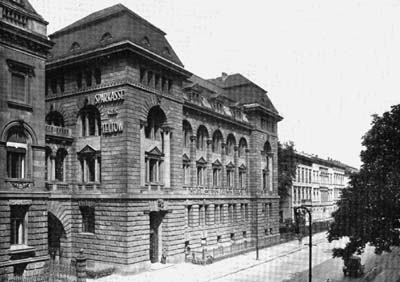
Das Kreishaus von Teltow in Berlin, Viktoriastraße

In der nachmittelalterlichen Zeit bildete sich in der Mark Brandenburg eine Gliederung in Kreise heraus. Einer dieser historischen Kreise war der Kreis Teltow, seinerzeit auch Teltowische Kreis genannt. Gegen Ende des 18. Jahrhunderts wurden dem Kreis Teltow die Herrschaft Zossen und die Herrschaft Teupitz aus der Niederlausitz hinzugefügt. Auf einer Karte des Kreises aus dem Jahre 1788 zeigen sich die drei Teillandschaften. Der Hauptkreis im Norden zwischen Teltow und Mittenwalde (auch „Hoher Teltow“ genannt), der Ämterkreis im Südwesten zwischen Trebbin und Zossen sowie im Osten die Herrschaft Wusterhausen und Teupitz.
Zum Hauptkreis gehörten die Städte Charlottenburg, Köpenick, Mittenwalde und Teltow sowie die königlichen Ämter Gallun, Groß Machnow, Köpenick, Rotzis, Selchow und Waltersdorf, während zum Ämterkreis die Städte Trebbin und Zossen sowie die königlichen Ämter Trebbin und Zossen gehörten.
Im Zuge der preußischen Provinzialbehörden-Verordnung vom 30. April 1815 und der nachfolgenden Kreisreform in der Provinz Brandenburg wurde der Kreis Teltow mit der Herrschaft Storkow 1817 zum Kreis Teltow-Storkow im Regierungsbezirk Potsdam zusammengeschlossen. Der nördliche, an Berlin grenzende Teil des Kreises Teltow-Storkow gehörte bis zum 1. Januar 1822 zum Regierungsbezirk Berlin, der mit diesem Tage aufgelöst wurde. Damit unterstand nunmehr das gesamte Kreisgebiet dem Regierungspräsidenten in Potsdam.
Zum 1. Januar 1836 wurde der Status quo ante wiederhergestellt. Die Herrschaft Storkow bildete zusammen mit dem nördlichen Teil des Kreises Lübben, der Herrschaft Beeskow, den wiederhergestellten Kreis Beeskow-Storkow und der Kreis Teltow erhielt wieder seine historische Abgrenzung.
Das Landratsamt des Kreises befand sich von 1819 bis 1870 in der gleichnamigen Kleinstadt Teltow (Ritterstraße 29). Der Kreistag versammelte sich hingegen nur von 1847 bis 1861 in Teltow (im Gasthaus „Schwarzer Adler“), davor und danach hingegen mangels eigenem Tagungsort in verschiedenen Berliner Hotels. Angesichts der Verlagerung des Schwerpunkts der Kreisbevölkerung in die wachsenden Berliner Vororte und aufgrund der ungünstigen Verkehrsanbindung in Teltow suchte der Landrat Nicolaus von Handjery einen neuen Standort für die Kreisverwaltung in der preußischen Hauptstadt (wie dies zuvor bereits der ähnlich strukturierte Kreis Niederbarnim getan hatte). Ab 1873 saß das Landratsamt in der Körnerstraße 24 in der damals bereits nach Berlin eingemeindeten Schöneberger Vorstadt. Das Grundstück befand sich in der Nähe der Wohnung Handjerys. Einen Sitzungsraum für den Kreistag gab es dort allerdings nicht, dieser tagte weiterhin im Hôtel de Petersbourg, Unter den Linden. Im Jahr 1891 errichtete der Kreis unter dem Landrat Ernst von Stubenrauch in der Viktoriastraße 17a und 18 im Tiergartenviertel ein repräsentatives neues Verwaltungsgebäude, die Baukosten betrugen 1,5 Millionen Mark. Kurioserweise befand sich damit der Sitz der Kreisverwaltung außerhalb des Kreisgebietes, was mit den in Berlin am Potsdamer Bahnhof zusammenlaufenden Eisenbahnlinien aus Süden und Südwesten – mithin aus verschiedenen Teilen des Kreises Teltow – begründet war.
Im südlichen Umfeld der Hauptstadt des neuen Deutschen Reiches entwickelten sich seit den 1870er Jahren die folgenden Stadtgemeinden so stürmisch, dass sie den Rahmen des Kreises Teltow sprengten und zu eigenen Stadtkreisen erklärt wurden:
- 1. Januar 1877: Charlottenburg
- 1. April 1899: Schöneberg (Stadt seit 1898)
- 1. Mai 1899: Rixdorf (Stadt seit 1. April 1899), ab 1912: Neukölln
- 1. April 1907: Deutsch Wilmersdorf (Stadt seit 31. Oktober 1906), ab 1912: Berlin-Wilmersdorf.

Der Austritt der schnell wachsenden Vororte aus dem Kreis wurde von diesem so lange wie möglich verhindert. Für den Landrat war jede „verlorene“ Stadt ein Verlust an Macht und Einfluss. Die Städte mussten sich aus der Kreisangehörigkeit regelrecht „freikaufen“. Die Stadt Rixdorf etwa musste bei ihrem Austritt 1899 eine „Abfindung“ von einer Million Mark an den Kreis zahlen.
Auch die Verleihung von Stadtrechten wurde von den Teltower Behörden nach Möglichkeit verhindert, weil in Schöneberg, Rixdorf und Wilmersdorf sowie in Lichtenberg (Kreis Niederbarnim) jeweils wenige Monate nach der Stadterhebung der Austritt aus dem Kreis folgte. Diese Politik hatte teilweise absurde Folgen. Bei der Eingemeindung nach Berlin 1920 hatte etwa die Landgemeinde Steglitz rund 84.000 Einwohner, aber kein Stadtrecht.
Eine bedeutender Schritt für die Entwicklung des Kreises Teltow war der Bau des Teltowkanals (1900–1906), für den sich Landrat Stubenrauch starkgemacht hatte.

### Groß-Berlin-Gesetz
Mit dem Groß-Berlin-Gesetz wurde zum 1. Oktober 1920 der am dichtesten besiedelte Teil des Kreises Teil von Groß-Berlin. Der Kreis Teltow verlor dabei fast 90 Prozent seiner Bevölkerung, etwa 450.000 Einwohner. In Klammern gesetzt ist die Anzahl der Einwohner.
Folgende zuvor zum Kreis Teltow gehörenden Gemeinden und Gutsbezirke fielen dabei an Berlin:
| - an den Bezirk Charlottenburg - der Gutsbezirk Heerstraße - an den Bezirk Wilmersdorf - die Landgemeinden - Berlin-Schmargendorf (11.600) und - Berlin-Grunewald (6.500), und - der Gutsbezirk Grunewald-Forst - an den Bezirk Schöneberg - die Landgemeinde Berlin-Friedenau (44.000) - an den Bezirk Zehlendorf - die Landgemeinden - Zehlendorf (20.500), - Nikolassee (2.000) und - Wannsee (4.000), und - die Gutsbezirke Berlin-Dahlem (6.200 Einwohner), Klein-Glienicke, Pfaueninsel und Potsdamer Forst - an den Bezirk Steglitz - die Landgemeinden - Berlin-Steglitz (83.400), - Berlin-Lichterfelde (47.400), - Berlin-Lankwitz (12.400) und - Berlin-Mariendorf, Ortsteil Südende (3.700) | - an den Bezirk Tempelhof - die Landgemeinden - Berlin-Tempelhof (34.000) - Berlin-Mariendorf (außer Südende, 17.000) - Berlin-Marienfelde (3.800) - Lichtenrade (4.800) und - Buckow, unbewohnte Gemarkungsteile westlich der Mariendorf-Lichtenrader Chaussee - an den Bezirk Neukölln - die Landgemeinden - Berlin-Britz (13.500) - Buckow (östlich der Mariendorf-Lichtenrader Chaussee, 2.400) - Rudow (1.400) - an den Bezirk Treptow - die Landgemeinden - Berlin-Treptow (31.000) - Berlin-Niederschöneweide (9.600) - Berlin-Johannisthal (5.400) - Adlershof (12.700) und - Alt-Glienicke (5.000) - an den Bezirk Köpenick - die Stadt Köpenick - die Landgemeinden - Müggelheim (200) - Schmöckwitz (600) - Bohnsdorf (2.000) und - Grünau (3.500) sowie - die Gutsbezirke Grünau-Dahmer Forst und Köpenick-Forst. |

### Weimarer Republik und Nationalsozialismus
Die rund 26.000 Einwohner zählende Gemeinde Nowawes bei Potsdam beantragte 1923 Stadtrechte. Der Antrag wurde im Provinziallandtag angenommen, im Kreistag jedoch abgelehnt. Nachdem die Gemeinde versicherte, nicht aus dem Kreis Teltow austreten zu wollen, gestattete die Staatsregierung am 13. Dezember 1924 die Annahme der Städteordnung. Den Status einer Stadt hatte Nowawes nur knapp 15 Jahre, davon das letzte mit dem neuen Namen Babelsberg; denn schon am 1. April 1939 wurde es nach Potsdam eingemeindet, womit der Landkreis zum sechsten Mal seine jeweils größte Stadt abtreten musste.
Zum 30. September 1928 fand im Kreis Teltow wie im übrigen Preußen eine Gebietsreform statt, bei der nahezu alle Gutsbezirke aufgelöst und benachbarten Landgemeinden zugeteilt wurden. Am 1. April 1939 erhielt der Stadtkreis Potsdam vom Kreis Teltow die Stadt Babelsberg und die Gemeinde Drewitz.
Der Kreis Teltow umfasste am 1. Januar 1945 die sechs Städte Königs Wusterhausen, Mittenwalde, Teltow, Teupitz, Trebbin und Zossen sowie 105 weitere Gemeinden und vier Gutsbezirke (Forsten).
Die Gemeinde Mahlow wurde 1945 Sitz der Kreisverwaltung.

### Sowjetische Besatzungszone/Deutsche Demokratische Republik
Durch das Gesetz über die Änderung zur Verbesserung der Kreis- und Gemeindegrenzen vom 28. April 1950 kam es am 1. Juli 1950 zu den folgenden Gebietsänderungen:
- Die Gemeinde Schöneweide wechselte aus dem nunmehr Landkreis Teltow genannten Kreis in den Landkreis Luckenwalde.
- Die Gemeinde Staakow wechselte aus dem Landkreis Teltow in den Landkreis Luckau.
- Die Gemeinde Schiaß wechselte aus dem Landkreis Zauch-Belzig in den Landkreis Teltow.
- Die Gemeinden Glau, Löwendorf, Mietgendorf und Zesch am See wechselten aus dem Landkreis Luckenwalde in den Landkreis Teltow.

Am 23. Juli 1952 wurde der Landkreis Teltow aufgelöst. Das Kreisgebiet wurde zwischen den neugebildeten Kreisen Königs Wusterhausen und Zossen aufgeteilt, ein kleiner Teil um die Stadt Teltow wurde dem Kreis Potsdam und ein kleiner Teil um die Stadt Trebbin wurde dem Kreis Luckenwalde zugeordnet.

### Bundesrepublik Deutschland
Der heutige Landkreis Teltow-Fläming entstand zum 6. Dezember 1993 aus den drei Landkreisen Jüterbog, Luckenwalde und Zossen.

## Einwohnerentwicklung
| Jahr | Einwohner | Quelle | Anmerkungen                                   |
| ---- | --------- | ------ | --------------------------------------------- |
| 1750 | 24.018    | [ 13 ] |                                               |
| 1800 | 33.231    | [ 13 ] |                                               |
| 1846 | 62.094    | [ 14 ] |                                               |
| 1871 | 107.362   | [ 15 ] |                                               |
| 1890 | 221.960   | [ 16 ] | nach Ausgliederung von Charlottenburg         |
| 1900 | 268.187   | [ 16 ] | nach Ausgliederung von Schöneberg und Rixdorf |
| 1910 | 438.918   | [ 16 ] | nach Ausgliederung von Wilmersdorf            |
| 1925 | 122.572   | [ 16 ] | nach Schaffung von Groß-Berlin                |
| 1933 | 149.386   | [ 16 ] |                                               |
| 1939 | 169.656   | [ 16 ] | nach Ausgliederung von Babelsberg             |
| 1946 | 175.551   | [ 17 ] |                                               |

## Landräte
| - 1655–1682 Otto von Hake - 1682–1712 Cuno Hans von Wilmersdorf - 1714–1717 Otto Ludwig von Otterstedt - 1717–1749 Hans Georg von Otterstedt - 1749–1770 Johann Otto von Wilmersdorf - 1770–1790 Alexander Gustav von der Liepe - 1791–1819 Wilhelm von Hake - 1819–1822 Ernst von Bandemer - 1822–1851 Leopold von Albrecht (1797–1873) - 1851–1851 Jérôme von Schlotheim (kommissarisch) - 1851–1862 Leo von dem Knesebeck (1808–1883) | - 1862–1870 Ernst von Gayl (1832–1895) - 1870–1885 Nicolaus von Handjery (1836–1900) - 1885–1908 Ernst von Stubenrauch (1853–1909) - 1908–1931 Adolf von Achenbach (1866–1951) - 1931–1933 Wilhelm von Nathusius (1893–1952) - 1933–1936 Hans Koennecke (1896–1936) - 1936–1938 Hellmuth Börnecke - 1938–1945 Ernst Ihnen - 1945–1946 Richard Meschkat - 1947–1952 Carl Siebenpfeiffer (1903–1987) |

Für den Zeitraum zwischen 1817 und 1835 beziehen sich die Angaben auf den Kreis Teltow-Storkow.

## Kommunalverfassung bis 1945
Der Kreis Teltow gliederte sich in Städte, in Landgemeinden und – bis zu deren nahezu vollständiger Auflösung im Jahre 1928 – in Gutsbezirke. Mit Einführung des preußischen Gemeindeverfassungsgesetzes vom 15. Dezember 1933 sowie der Deutschen Gemeindeordnung vom 30. Januar 1935 wurde zum 1. April 1935 das Führerprinzip auf Gemeindeebene durchgesetzt. Nach Mittenwalde, Teltow, Teupitz, Trebbin und Zossen wurden auch 1924 Nowawes und 1935 Königs Wusterhausen zur Stadt erhoben. Nowawes wurde 1938 in Babelsberg umbenannt und 1939 Teil der kreisfreien Stadt Potsdam.

## Städte und Gemeinden

### Stand 1945
Dem Kreis Teltow gehörten 1945 die folgenden Städte und Gemeinden an:
| - Ahrensdorf - Alexanderdorf - Bestensee - Blankenfelde - Boddinsfelde - Brusendorf - Christinendorf - Dabendorf - Dahlewitz - Deutsch Wusterhausen - Diedersdorf - Diepensee - Egsdorf - Eichwalde - Fahlhorst - Fernneuendorf - Freidorf - Gadsdorf - Gallun - Genshagen - Glasow - Glienick - Gräbendorf - Gröben - Großbeeren - Großbeuthen - Groß Kienitz - Groß Köris | - Groß Machnow - Groß Schulzendorf - Großziethen - Güterfelde - Gussow - Halbe - Horstfelde - Jühnsdorf - Jütchendorf - Kallinchen - Kerzendorf - Kiekebusch - Klausdorf - Kleinbeeren - Kleinbeuthen - Klein Kienitz - Klein Köris - Kleinmachnow - Klein Schulzendorf - Kliestow - Königs Wusterhausen, Stadt - Krummensee - Kummersdorf - Lindenbrück - Löpten - Löwenbruch - Ludwigsfelde - Lüdersdorf | - Märkisch Wilmersdorf - Mahlow - Mellensee - Miersdorf - Mittenwalde, Stadt - Motzen - Nächst Neuendorf - Neuendorf - Neuhof - Nudow - Nunsdorf - Osdorf - Pätz - Philippsthal - Ragow - Rangsdorf - Rehagen - Rotberg - Ruhlsdorf - Saalow - Schenkendorf - Schenkenhorst - Schönefeld - Schöneiche - Schöneweide - Schünow - Schulzendorf - Schwerin | - Selchow - Senzig - Siethen - Sperenberg - Sputenberge - Sputendorf - Staakow - Stahnsdorf - Struveshof - Teltow, Stadt - Telz - Teurow - Teupitz, Stadt - Thyrow - Töpchin - Tornow - Trebbin, Stadt - Waltersdorf - Waßmannsdorf - Wiesenhagen - Wietstock - Wildau - Wünsdorf - Zeesen - Zernsdorf - Zeuthen - Zossen, Stadt |

Außerdem bestanden 1945 noch die vier Gutsbezirke Kummersdorf Artillerie-Schießplatz,
Kummersdorfer Forst, Wusterhausener Heide und Zehrensdorf.

### Vor 1945 aufgelöste Gemeinden
Neben den Eingemeindungen nach Berlin im Rahmen des Groß-Berlin-Gesetzes verloren bis 1945 im Kreis Teltow noch weitere Gemeinden ihre Selbstständigkeit:
- Babelsberg, am 1. April 1939 zum Stadtkreis Potsdam
- Groß Besten und Klein Besten, am 1. April 1938 zur Gemeinde Bestensee zusammengeschlossen
- Drewitz, am 1. April 1939 zum Stadtkreis Potsdam
- Funkenmühle, 1874 zu Jachzenbrück
- Giesensdorf und Lichterfelde, 1877 zu Groß-Lichterfelde
- Grünerlinde, 1879 zu Köpenick
- Neu-Glienicke, 1893 zu Altglienicke
- Neuendorf bei Nowawes (auch Neuendorf bei Potsdam), am 1. April 1907 zu Nowawes
- Neubabelsberg, am 1. April 1938 zur Stadt Nowawes, die gleichzeitig in Babelsberg umbenannt wurde
- Kietz bei Gröben, 1896 zu Gröben
- Kietz bei Köpenick, am 1. April 1898 zu Köpenick
- Böhmisch-Rixdorf und Deutsch-Rixdorf, durch Erlass vom 11. Juli 1873 zur Gemeinde Rixdorf zusammengeschlossen[19]
- Alt-Schöneberg und Neu-Schöneberg, 1874 zur Gemeinde Schöneberg zusammengeschlossen
- Schönow, 1894 zu Zehlendorf
- Fern Wünsdorf und Nächst Wünsdorf, 1874 zur Gemeinde Wünsdorf zusammengeschlossen

### Namensänderungen
- Stolpe wurde 1898 in Wannsee umbenannt.
- Dergischow wurde am 20. Januar 1937 in Horstfelde umbenannt.
- Gütergotz wurde am 27. Oktober 1937 in Güterfelde umbenannt.
- Jachzenbrück wurde am 20. Oktober 1937 in Lindenbrück umbenannt.
- Mellen wurde 1930 in Mellensee umbenannt.
- Neuendorf bei Trebbin wurde am 8. Januar 1938 in Wiesenhagen umbenannt.
- Klein Glienicke wurde 1925 in Neubabelsberg umbenannt.[20]
- Rotzis wurde am 8. Januar 1938 in Rotberg umbenannt.
- Schenkendorf bei Großbeeren wurde am 8. Januar 1938 in Schenkenhorst umbenannt.
- Sputendorf bei Töpchin wurde am 8. Januar 1938 in Sputenberge umbenannt.
- Wendisch Wilmersdorf wurde am 20. Oktober 1937 in Märkisch Wilmersdorf umbenannt.
- Hoherlehme wurde 1922 in Wildau umbenannt.
- Die Berliner Vorortgemeinden Britz, Friedenau, Grunewald, Johannisthal, Lankwitz, Mariendorf, Marienfelde, Niederschöneweide, Schmargendorf, Steglitz, Tempelhof und Treptow erhielten 1912 den Namenszusatz „Berlin-“. Die Gemeinde Groß-Lichterfelde wurde in Berlin-Lichterfelde umbenannt.